# 歌連臣角懲教所
歌連臣角懲教所（英語：Cape Collinson Correctional Institution），是香港懲教署轄下的一所低度設防的懲教所暨教導所，位於香港島東區歌連臣角歌連臣角道123號，所員為在《教導所條例》下受訓的男性青少年。該所原為1955年成立的赤柱東頭灣教導所，於1958年遷到歌連臣角並改組，主要為犯人提供教育和工藝訓練課程，並設有自己的步操樂隊，有時會被受邀請參與外出表演。此外，該所曾於1979年因應越南船民問題，曾開闢部分用地作為難民營，其間兩度關閉但不久後重新成為難民營並設置難民組，到1990年代恢復原本的懲教用途。

## 簡介
歌連臣角懲教所是香港現存兩間教導所之一，另一間教導所為女性少年院所勵敬懲教所。該類型懲教所借用英國青少年教養院「波斯托爾」制度，主要為在《教導所條例》下受訓的男性14至21歲的青少年，提供教育和工藝訓練課程，一般為期半年至三年，期望犯人獲釋後能夠學到基本學術能力以及職業技能。:82早期的歌連臣角教導所設立了訓練三級制，即是俗稱「白牌仔」的入學級、「紅牌仔」學習級、和「綠牌仔」離校級，署方會視乎犯人的平日的行為和成績，決定是否為他升級，當升至離校級時，則代表這名犯人可隨時獲釋。據1971年署方的報告，該所教導的成功率為64%，以當時來講已達國際水平。現時署方要求犯人半日上課，另外半日接受職業訓練，而他們獲釋後也要接受為期三年的法定監管，比勞教中心（沙咀懲教所）的一年監管期更長。
該懲教所早於1958年設有自己的步操樂隊，由犯人和懲教署職員組成，主要負責音樂演奏及花式步操，有時會被受邀請參與外出表演。另外，在啟用初期署方所提供的各種課程中，一向以汽車駕駛訓練最受歡迎，到1990年代後亦同時提供汽車護理課程以應付需求。:83

## 歷史

### 1950年代末及1960年代
歌連臣角懲教所的原址本為駐港英軍軍營之一，港府於1958年安排位於南區赤柱東頭灣道的東頭灣教導所（1955年2月1日成立）遷到這裡，並於1958年9月15日投入服務，當時名為歌連臣角教導所，並由時任監獄署長樂文（或譯羅文；Cuthbert James Norman）的夫人前往剪綵，開始收容18至21歲的青年。歌連臣角新址建有十幾間水泥小屋，每間可容納6至8人，當時整個教導所可最多收容150名犯人，而原本赤柱的舊址也於同日結束，監獄署隨即進行改建工程，後來成為職員訓練學校，即是今日的懲教署職員訓練院。1962年，署方在那裡增建課室、工場及其他康樂設施，工程於8月3日完成並邀請時任輔政司白嘉時出席剪綵儀式。
開幕僅兩個月院所即發生嚴重兇殺案。1958年11月17日凌晨5時27分，有4名被羈留青年邱達華（20歲，首被告）、吳德偉（21歲，次被告）、錢兆佳（20歲，第三被告）、蔡多（19歲，第四被告）、逃去，營中指導員蘇瑞波被發現倒在沙灘上，頭部及身上遭石擊，送院後不治，手錶亦失去。16日下午，林裕堯曾對營囚林元章說營內的路沙羅沙展曾毆打他們，因此擬於當晚逃出院所，邀請林元章一同逃走，但林元章因悉母逝訊，心情不佳而拒絕，林裕堯即警告他不要對人說否則會對林元章不利。深夜，林元章被異聲驚醒，見林裕堯站在床尾，問林元章的私人衣服在哪，林元章沒有回答。邱、吳及陳三人按著被毛毯所蓋之人。吳德偉持繩一條，蔡多就雙手持磚向毛毯猛擊四五次，錢兆佳則對蔡多說「唔好打喇，夠喇」，但蔡仍再擊三四次。蔡在一兩分鐘後再出現，手持一塊新磚，繼續襲擊被毯所包的人。未幾第二塊磚亦敲碎。邱、吳、錢三人蹲下並以繩縛毯中的人，綑縛後他們把該人抬出營外。
看守員唐國樑16日晚值夜班，與蘇瑞波一樣，但蘇巡邏17號營房，唐負責辦事處附近建築物。凌晨2時半，唐在第二更報到時還見到蘇一切如常。看守員之間會按鈴及亮訊號燈示意一切正常，凌晨3時，唐到10號營房警崗按鈴，但蘇沒有回應及亮燈。3時半，唐再按鈴及亮燈，但蘇駐守之13號營房仍無反應。唐開始懷疑，遂到13號營房查看，逗留10分鐘仍未見蘇出現，遂跑往蘇的宿舍找他，不果。唐又沿蘇巡邏路線搜尋，至17號及19號營房外發現電燈熄滅（應亮燈至天光），唐懷疑有事發生。唐先入17號營房，電燈全滅，又踩到一塊磚，開電筒後還發現血漬。唐即問是否有人受傷、失蹤。唐先發現錢兆佳失蹤，遂約於5時15分，向院所負責人Armstrong報告，並召集警衛分頭搜索。在17及19號營間水渠，唐發現一張染有血漬的毛毯，裡面正是蘇瑞波，解開繩子時他面向地，作俯臥狀。營警將蘇翻轉，發現面部被一條毛巾包起，解開後見蘇鮮血滿面，雙手被反綁，並已不能動彈。各人為蘇急救，但蘇似已斷氣，遂將蘇運至19號營，由Armstrong由私家車，與兩名看守員運走蘇的屍體前往瑪麗醫院，醫院何醫生確認蘇已死亡，旋將蘇送往西區警署，由警方保管蘇的屍體。5時許，唐遂發現首四名被告失蹤，未幾警方人員到場。
警方出動大隊警探（包括黃竹坑警校的學警）、直升機及警犬搜索，又沿出入市區之路設檢查站。18日凌晨零時許，警方接報後在筲箕灣淺水碼頭村（今逢源大廈至梁李秀娛小學）尋得三名青年，帶返警署，但蔡多仍然在逃。營內又搜出一份文件，謂「願意結為兄弟，有福同享，有難同當，同心協力，對付敵人」。遇害的指導員蘇瑞波是新法書院學生，數月前在赤柱受訓完畢，然後派往此營服務。20日晨11時，蔡多亦在灣仔被警方巡邏隊時拘捕，另外再拘兩名涉案青年林裕堯（19歲，第五被告）及陳輝（19歲，第五被告）。他們被押送至中央裁判署（今大館）提堂。24日，除林以外的五名被告提堂，博素曾說被告向警方投訴他們在訓練所中曾遭毆打。審訊期間曾傳召30名證人，不少為營囚。

### 1970年代
該所在1974年發生職員相關醜聞，一名何姓職員因為向犯人恐嚇要插贓誣告，並企圖威脅收取保護費，後被犯人揭發並輾轉交予廉政專員公署調查，該名何姓職員後來被控五項罪名。1978年7月21日，一名20歲犯人與另一犯人口角繼而打鬥，當中他突然暈倒地上，經職員發現後隨即將其送往瑪麗醫院，最終不治。
1979年7月5日，監獄署因應越南船民問題，曾開闢部分用地作為羈留越南人之用，運作不足一年，在翌年3月變回教導所。1983年，因應在港越南人上升而重開難民營，並進一步改裝為禁閉營。:100-101雖然懲教署在1986年4月一度將越南人遷往屯門區虎地的羈留中心並再次結束難民營，但翌年8月因大量來自中國大陸的越南人湧入香港，署方決定重新啟用難民營設備並設置難民組至1990年代為止。1989年9月19日，懲教署聯同警方進入歌連臣角營舍，對早前的打鬥事件進行調查和搜查武器，但遭到越南人阻止和堵塞出入口，雙方並一度對峙長達六小時，後來經署方勸喻後才得以平息，並搜出84件自製武器。翌年接連發生越南人逃營事件。4月22日，有七名等待自願遣返的越南人剪破營舍的鐵絲網脫逃，其中只有兩人於同日被尋獲。兩日後，又有多20名越南人趁夜爬鐵絲網逃去無蹤，直到4月30日透過警方尋回其中八人。到了5月18日再發生越南人逃營事件，有一人當晚被捕回。

### 2000年代至今
隨著越南船民問題逐漸解決，歌連臣角懲教所恢復原本的懲教用途，懲教署因應近年來的犯人大多因涉及毒品案，除了維持原本的教育和工藝訓練，亦同時推供步操和體能。為改善男性教導所的資源調配，懲教署在2007年進行懲教院所首階段互換計劃，把勵敬懲教所的128名犯人調到歌連臣角懲教所，而前者則轉型成為女性少年教導所。2015年，一名在囚的文憑試考生，其中一個科目考獲最高級別的5**，是自文憑試創立以來全港第一位犯人獲此成績，他並連同其餘六名犯人，一同獲大專院校取錄。另外，懲教署為防職員持續流失及挽留人才，2017年起率先在歌連臣角懲教所試行五天工作制，又批准職員在指定非保安範圍內使用流動電話網絡半小時。直至2020年底懲教署停止使用歌連臣角懲教所監禁犯人，並將歌連臣角懲教所調撥為臨時訓練設施 （页面存档备份，存于）。

## 外部連結
- 懲教署：歌連臣角懲教所 （页面存档备份，存于）